# De Kluis (webserie)
De Kluis is een Nederlands spelprogramma van StukTV, waarin bekende Nederlanders proberen kluizen met goudstaven te overvallen die worden bewaakt door Giel de Winter, Thomas van der Vlugt en Stefan Jurriens. Het eerste seizoen begon eind 2018. De eerste drie seizoenen werden geproduceerd in samenwerking met de Nationale Postcode Loterij. Het was volgens de makers de duurste online serie van dat moment.
In februari 2020 won de serie de Zapplive Award voor beste online-videoserie.

## Doel
In het programma probeert iedere week een team bestaande uit drie bekende Nederlanders de kluizen te overvallen en de buit mee te nemen. Er staan in totaal vier kluizen verspreid op een afgesloten terrein dat 24 uur per dag bewaakt wordt door StukTV. Wanneer het de overvallers lukt om meer dan de helft van de in totaal vijftig goudstaven binnen twee uur mee te nemen, waarbij de diamant goed is voor vijftien extra goudstaven, dan winnen de overvallers, anders winnen de bewakers. Het winnende team mocht t/m seizoen 3 €10.000 schenken aan een goed doel naar keuze. De winnaars van seizoen 1 en 3 kregen nog eens €20.000 voor hun goede doel.

## Spelregels

### Voorbereiding
De overvallers beschikken over diverse hulpmiddelen die tijdens de overval kunnen worden gebruikt zoals een mes, zaklamp, tie-wraps, tape, touw, tassen, plattegronden, foto's, kleding en portofoons. De tijd gaat in bij seizoen 1 als er contact wordt gemaakt met de spionagecamera's, bij seizoen 2 als er op een knop gedrukt wordt in de tent van de overvallers en vanaf seizoen 3 als de overvallers tegelijk de stopwatch op hun horloges starten.

### De kluizen
Er staan in totaal vier kluizen op het terrein. Een daarvan is de hoofdkluis met een inhoud van vijftig (in seizoen 1 zeventig) goudstaven. De locatie van die kluis kan t/m seizoen 4 achterhaald worden via een kaart. In seizoen 1 bevatten de overige kluizen een goudstaaf en een puzzel, hiermee kan het alarm van die kluis worden uitgeschakeld. Er gaat geen alarm af als een kluis binnen 45 seconden wordt dichtgedaan. Het alarm van de kluis gaat af na een minuut. Elke kluis bevat bij seizoen 2 een boobytrap, zoals een rookmachine. In seizoen 5 zijn de goudstaven verdeeld over de kluizen, de overvallers kunnen die verdeling achterhalen via het videoarchief.
Alleen de goudstaven die zich aan het eind van de 2 uur buiten het terrein bevinden, tellen mee.

### De diamant / crypto
Ergens op de locatie ligt een diamant met een waarde van vijftien goudstaven. In seizoen 2 heeft de diamant echter maar een waarde van tien goudstaven. Wanneer de diamant gepakt wordt gaat er, in tegenstelling tot de kluizen, direct een alarm af bij de bewakers. In seizoen 2 is de diamant beveiligd met laserstralen. Als men in contact komt met de stralen gaat er direct een alarm af en zakt de diamant in de buis. In seizoen 5 kan de ruimte van de diamant met een knop worden geopend, waarna de deuren na 20 seconden weer sluiten.
In seizoen 4 werd de diamant vervangen door een USB-stick waarmee de overvallers crypto ter waarde van vijftien goudstaven konden downloaden.
De diamant moet net als de goudstaven buiten het terrein zijn om mee te tellen.

### Extra voordelen voor overvallers
De overvallers kunnen zodra het spel gestart is diverse voordelen in de locaties vinden, waaronder een portofoon waarmee ze de bewakers kunnen afluisteren, een airsoft-wapen om de beveiligers mee uit te schakelen en een tablet om de camerabeelden te bekijken (vanaf seizoen 3, in seizoen 1 was dit achter in de bestelauto). Vanaf seizoen 3 hebben de overvallers zelf ook al een airsoft-wapen. In seizoen 1 kon men één videokabel doorknippen, hiermee gingen de camera's offline voor het gehele spel, van seizoen 2 t/m 4 konden alle camerabeelden in een loop gebracht worden door op een tablet (in seizoen 2 een van drie tablets) een vraag goed te beantwoorden. Bij een fout antwoord gaan de camera's 10 minuten uit. In seizoen 5 komen de camera's in een loop als draden op een juiste manier worden verbonden. Ook kunnen vanaf seizoen 3 afzonderlijk camera's worden uitgeschakeld door hun kabel door te knippen. De sabotage van het camerasysteem heeft, in ieder geval met betrekking tot het loopen tijdens seizoen 5, geen invloed op de camerabeelden op de tablet van de overvallers. De overvallers hebben ook een auto (in seizoen 2 twee auto's) ter beschikking. In seizoen 5 zijn dit een auto en verschillende mogelijkheden om het omliggende water over te steken (een boot, roeiboot en vlot).

### Uitschakelen van de overvallers

#### Seizoen 1
In seizoen 1 wordt een overvaller die geraakt is gevangengenomen; deze gaat dan naar het midden van de locatie en wordt vastgebonden. De gevangen overvaller kan zich echter wel bevrijden en opnieuw in het spel deelnemen, maar als alle drie de overvallers gevangen zijn genomen stopt het spel en winnen de bewakers.

#### Seizoen 2
Sinds seizoen 2 hebben de overvallers als team twee levens. Als een van hen geraakt wordt, moet deze een zogenaamde 'levensketting' uit de 'levenskist' halen. Hier zijn er twee van. Als deze levenskettingen op zijn, en er dan een overvaller geraakt wordt ligt deze uit het spel. Wederom geldt dat als alle overvallers geraakt zijn en alle levenskettingen zijn op, het spel stopt en de bewakers winnen.

#### Seizoen 3–5
Vanaf seizoen 3 kunnen overvallers uitgeschakeld worden door ze te raken met een airsoft-wapen. De overvallers hebben net als de bewakers twee levens. Wanneer een overvaller geraakt wordt, moet deze buiten het terrein staan en mag hij/zij 10 minuten lang niet deelnemen aan het spel. Als de twee levens op zijn en er dan een overvaller geraakt wordt, is de overvaller uitgeschakeld voor de rest van het spel. Bovendien kunnen overvallers zich overgeven. Dit gebeurde in de eerste aflevering van het derde seizoen. Dit kost de overvallers ook een leven en dan worden ze ook buiten het terrein gestuurd. Ook hierbij geldt dat als alle overvallers zijn uitgeschakeld, het spel stopt en de bewakers winnen.

### Uitschakelen van de bewakers

#### Seizoen 1
Als een bewaker is geraakt dan ligt deze direct uit het spel. Hij mag nog wel helpen met dingen doorgeven over de portofoon en de camerabeelden bekijken (mits die nog te bekijken zijn). Als alle drie de bewakers zijn uitgeschakeld, hebben de overvallers vrij spel om binnen de resterende tijd zoveel mogelijk goudstaven te bemachtigen en een hoge score neer te zetten.

#### Seizoen 2
Sinds seizoen 2 hebben de bewakers twee levens; als een van hen geraakt is kan deze een nieuw leven halen in de controlekamer. Hiervan zijn er twee, bij de derde keer ligt de bewaker uit het spel en moet deze naar de controlekamer. Ook nu mag hij nog wel helpen met dingen doorgeven over de portofoon en de camerabeelden bekijken. Als alle drie de bewakers zijn uitgeschakeld, hebben de overvallers vrij spel.

#### Seizoen 3–5
Vanaf seizoen 3 kunnen bewakers uitgeschakeld worden door ze te raken met een airsoftwapen. De bewakers hebben net als de overvallers twee levens. Wanneer een bewaker geraakt is, gaat deze in de controlekamer zitten en mag hij 10 minuten niet deelnemen aan het spel. Als de twee levens op zijn en er dan een bewaker geraakt wordt, is de bewaker uitgeschakeld voor de rest van het spel.

## Seizoenen

### Seizoen 1 (2018–2019)
Het eerste seizoen begon op 22 december 2018 en werd gewonnen door Nienke Plas, Tim Senders en Ruben Fernhout. Het seizoen werd opgenomen in de koepelgevangenis in Arnhem.
| Afl. | Uitzenddatum     | Overvallers                                   | Goudstaven gestolen | Diamant gestolen | Totaal | Winnaars    | Weergaven (YouTube) |
| ---- | ---------------- | --------------------------------------------- | ------------------- | ---------------- | ------ | ----------- | ------------------- |
| 1    | 22 december 2018 | Caroline Tensen Tygo Gernandt Valerio Zeno    | 16 goudstaven       | Nee              | 16     | Bewakers    | 2,2 miljoen         |
| 2    | 29 december 2018 | Ruben Fernhout Tim Senders Nienke Plas        | 56 goudstaven       | Ja               | 71     | Overvallers | 2,3 miljoen         |
| 3    | 5 januari 2019   | Yuki Kempees Frank Dane Mr. Polska            | 53 goudstaven       | Ja               | 68     | Overvallers | 1,9 miljoen         |
| 4    | 12 januari 2019  | Winston Gerschtanowitz Dio Bo Maerten         | 20 goudstaven       | Ja               | 35     | Overvallers | 1,4 miljoen         |
| 5    | 19 januari 2019  | Marije Zuurveld Daan Boom Rick Brandsteder    | 41 goudstaven       | Nee              | 41     | Overvallers | 1,7 miljoen         |
| 6    | 26 januari 2019  | Nicolette van Dam Ajouad El Miloudi Huub Smit | 1 goudstaaf         | Ja               | 16     | Bewakers    | 1,3 miljoen         |
| 7    | 2 februari 2019  | Ruben Nicolai Quinty Trustfull Nick Schilder  | 0 goudstaven        | Ja               | 15     | Bewakers    | 1,3 miljoen         |
| 8    | 9 februari 2019  | Gaston Starreveld Ruud Feltkamp Simon Keizer  | 0 goudstaven        | Ja               | 15     | Bewakers    | 1,2 miljoen         |

 Seizoenswinnaar

### Seizoen 2 (2019–2020)
Het tweede seizoen begon op 21 december 2019 en werd gewonnen door Milan Knol, JayJay Boske en GameMeneer. Seizoen 2 speelde zich af op het MOB-complex Zwijnsbergen in Elst. Vanwege de grootte van het complex beschikten de bewakers over een quad.
| Afl. | Uitzenddatum     | Overvallers                                       | Goudstaven gestolen | Diamant gestolen | Totaal | Winnaars    | Weergaven (YouTube) |
| ---- | ---------------- | ------------------------------------------------- | ------------------- | ---------------- | ------ | ----------- | ------------------- |
| 1    | 21 december 2019 | Milan Knol JayJay Boske GameMeneer                | 36 goudstaven       | Nee              | 36     | Overvallers | 2,6 miljoen         |
| 2    | 28 december 2019 | Boef Ali B Mula B                                 | 0 goudstaven        | Ja               | 10     | Bewakers    | 2,4 miljoen         |
| 3    | 4 januari 2020   | Famke Louise Najib Amhali Iris Enthoven           | 0 goudstaven        | Nee              | 0      | Bewakers    | 1,3 miljoen         |
| 4    | 11 januari 2020  | Bizzey Jebroer Sophie Milzink                     | 24 goudstaven       | Nee              | 24     | Bewakers    | 1,2 miljoen         |
| 5    | 18 januari 2020  | Hanwe Chang Klaas van der Eerden Anouk Hoogendijk | 34 goudstaven       | Nee              | 34     | Overvallers | 1,5 miljoen         |
| 6    | 25 januari 2020  | Qucee Sylvana IJsselmuiden Tim Coronel            | 16 goudstaven       | Ja               | 26     | Overvallers | 1,3 miljoen         |
| 7    | 1 februari 2020  | Giovanni Latooy Nikkie Plessen Niels Oosthoek     | 16 goudstaven       | Ja               | 26     | Overvallers | 1,2 miljoen         |
| 8    | 8 februari 2020  | Tony Junior Jan Smit Dennis Weening               | 0 goudstaven        | Ja               | 10     | Bewakers    | 1 miljoen           |

 Seizoenswinnaar

### Seizoen 3 (2021)
Het derde seizoen begon op 23 januari 2021 en werd gewonnen door Buddy Vedder, Bram Krikke en Britt Dekker. Seizoen 3 werd opgenomen op het Zendstation Lopikerkapel in Lopikerkapel.
| Afl. | Uitzenddatum     | Overvallers                                               | Goudstaven gestolen | Diamant gestolen | Totaal | Winnaars    | Weergaven (YouTube) |
| ---- | ---------------- | --------------------------------------------------------- | ------------------- | ---------------- | ------ | ----------- | ------------------- |
| 1    | 23 januari 2021  | Bram Krikke Buddy Vedder Britt Dekker                     | 25                  | Ja               | 40     | Overvallers | 3,3 miljoen         |
| 2    | 30 januari 2021  | Tygo Gernandt Churandy Martina Wolter Kroes               | 11                  | Ja               | 26     | Overvallers | 2,1 miljoen         |
| 3    | 6 februari 2021  | Milan Knol Irma Knol Chahid Charrak                       | 1                   | Ja               | 16     | Bewakers    | 1,7 miljoen         |
| 4    | 13 februari 2021 | Anna Nooshin Gwen van Poorten Romy Monteiro               | 8                   | Ja               | 23     | Bewakers    | 1,2 miljoen         |
| 5    | 20 februari 2021 | Monica Geuze Ronnie Flex Dave Roelvink                    | 10                  | Ja               | 25     | Overvallers | 1,6 miljoen         |
| 6    | 27 februari 2021 | Dwight van van de Vijver Jan-Willem Schut Felitsa Routsos | 10                  | Ja               | 25     | Overvallers | 1,9 miljoen         |

 Seizoenswinnaar

### Seizoen 4 (2022)
Seizoen 4 begon op zaterdag 30 april 2022 en werd gewonnen door Khalid (Ice) Alterch, Zineb Fallouk en Adam "Moeman" Mouhajir. Seizoen 4 speelde zich af in het Evoluon in Eindhoven.
| Afl. | Uitzenddatum  | Overvallers                                               | Aantal goudstaven gestolen | Crypto gedownload | Totaal | Winnaars    | Weergaven (YouTube) |
| ---- | ------------- | --------------------------------------------------------- | -------------------------- | ----------------- | ------ | ----------- | ------------------- |
| 1    | 30 april 2022 | Rico Verhoeven Timor Steffens Joseph Klibansky            | 14                         | Ja                | 29     | Overvallers | 2,3 miljoen         |
| 2    | 7 mei 2022    | S10 Sor Bente Fokkens                                     | 11                         | Nee               | 11     | Bewakers    | 1,2 miljoen         |
| 3    | 14 mei 2022   | Khalid (Ice) Alterch Zineb Fallouk Adam "Moeman" Mouhajir | 48                         | Ja                | 63     | Overvallers | 2,4 miljoen         |
| 4    | 21 mei 2022   | Nina Warink Jan Versteegh Robbert Rodenburg               | 0                          | Ja                | 15     | Bewakers    | 1,1 miljoen         |
| 5    | 28 mei 2022   | Josylvio Roxanne Kwant Jack $hirak                        | 0                          | Nee               | 0      | Bewakers    | 1 miljoen           |
| 6    | 4 juni 2022   | Sjaak Meau Donny Roelvink                                 | 38                         | Ja                | 53     | Overvallers | 1 miljoen           |

 Seizoenswinnaar

### Seizoen 5 (2023)
Seizoen 5 begon op zaterdag 6 mei 2023. Seizoen 5 speelde zich af in het Fort Wierickerschans in Bodegraven en werd gewonnen door Joost Klein, Martijn van Eijzeren en Donny Ronny.
| Afl. | Uitzenddatum | Overvallers                                        | Aantal goudstaven gestolen | Diamant gestolen | Totaal | Winnaars    | Weergaven (YouTube) |
| ---- | ------------ | -------------------------------------------------- | -------------------------- | ---------------- | ------ | ----------- | ------------------- |
| 1    | 6 mei 2023   | Bram Krikke Stefan de Vries Sean Demmers           | 25                         | Ja               | 40     | Overvallers | 1,5 miljoen         |
| 2    | 13 mei 2023  | Melvin Manhoef Luis Tavares Murthel Groenhart      | 32                         | Ja               | 47     | Bewakers    | 0,9 miljoen         |
| 3    | 20 mei 2023  | Michella Kox Louisa Janssen Diva Brons             | 0                          | Ja               | 15     | Bewakers    | 0,8 miljoen         |
| 4    | 27 mei 2023  | Daan Boom Tobias Camman Jasper Demollin            | 0                          | Ja               | 15     | Bewakers    | 0,9 miljoen         |
| 5    | 3 juni 2023  | Joost Klein Donny Ronny Martijn van Eijzeren       | 26                         | Ja               | 41     | Overvallers | 1,2 miljoen         |
| 6    | 10 juni 2023 | Milo ter Reegen Robbie van de Graaf Raoul de Graaf | 15                         | Nee              | 15     | Bewakers    | 1,1 miljoen         |

 Seizoenswinnaar

### De Kluis: Het Masterplan (Videoland) (2025)
In december 2024 werd een vernieuwde versie van De Kluis opgenomen in het Thor Park in Genk (België). In deze serie nemen zes overvallers onder leiding van een Mastermind het op tegen de mannen van StukTV. De serie begon op 1 maart 2025 en is exclusief op Videoland te zien (aflevering 1 werd ter promotie ook op YouTube geüpload). Ze moeten het goud en een diamant naar een villa verderop brengen.
De Mastermind is Daan Schuurmans. Het oorspronkelijke team bestaat uit Donny Roelvink, Bilal Wahib, Bo Wilkes, Appie Mussa, Katja Schuurman en Stefania Liberakakis. Elke dag wordt het gestolen goud verdeeld onder de deelnemers. Elke deelnemer krijgt vervolgens de keuze om hun aandeel in de gezamenlijke kluis te stoppen of in hun eigen kluisje. Wordt er gestolen van de groep, dan wordt er een deelnemer geëlimineerd. Iedereen moet dan tegen de Mastermind zeggen wie ze denken dat gestolen heeft. Diegene die de meeste stemmen krijgt, die gaat naar huis. De Mastermind kan vervolgens de weggestemde deelnemer vervangen en krijgt dan ook het kluisje van die deelnemer in zijn bezit.
Katja werd vervangen door Harrie Snijders, Stefania door Kirsten Westrik en Harry Snijders werd weer vervangen door Tygo Gernandt. Donny werd als laatste weggestemd, maar werd niet vervangen.
Op de laatste dag, tijdens het laatste avondmaal, worden de kluisjes van deelnemers geopend. Zo kan iedereen zien wie wel of niet te vertrouwen was.
In het finalespel moeten de deelnemers het goud uit de villa zien te krijgen, voordat Team Stuk binnenvalt. De Mastermind wacht op ze op een speciale locatie. Weten ze de locatie voor 14:00 uur te bereiken, dan hebben ze gewonnen en is het goud dat ze op dat moment bij zich hebben van hun. Appie, Bilal en Bo waren de enige die de eindstreep haalden. Kirsten en Tygo werden opgepakt door Team Stuk.

## Trivia
- Tygo Gernandt, Milan Knol, Bram Krikke en Daan Boom hebben twee keer meegedaan.
- Als de overvallers alle bewakers weten uit te schakelen (en hun extra levens op zijn) hebben de overvallers vrij spel. Dit is alleen gebeurd in de aflevering met Frank Dane, Yuki Kempees en Mr. Polska en in de aflevering met Rico Verhoeven, Joseph Klibansky en Timor Steffens.